# Cinémathèque de Grenoble
La cinémathèque de Grenoble est une association de professionnels de cinéma et de cinéphiles, fondée en 1962. Située au 4, rue Hector-Berlioz à Grenoble, l'institution a pour missions la conservation, la valorisation du patrimoine cinématographique et l'éducation et la formation à l'image.
Située au 4, rue Hector-Berlioz, la cinémathèque de Grenoble possède des collections importantes de films, d'affiches, de dossiers de presse, d'ouvrages et de revues.
Elle est subventionnée par le centre national du cinéma et de l'image animée, le conseil régional Auvergne-Rhône-Alpes, le conseil départemental de l'Isère et la ville de Grenoble.

## Historique
La cinémathèque de Grenoble est fondée en 1962, et présidée par Michel Warren à partir de 1965  dans la filiation de la cinémathèque française fondée par Henri Langlois en 1936.
En 1978, la cinémathèque fonde le Festival du film court en plein air de Grenoble, consacré à des courts métrages contemporains. Le festival célèbre en 2019 sa 42ème édition.
En 2009, Nicolas Tixier succède à Michel Warren à la présidence de la cinémathèque et Guillaume Poulet en devient le directeur.
En 2014, les locaux sis rue Hector-Berlioz sont complètement rénovés, permettant la création d'un centre de documentation, labellisé "Bibliothèque spécialisée associée" de la ville de Grenoble en janvier 2016. La cinémathèque devient ainsi un lieu de recherche et de lecture mais aussi un espace de consultation de films et de multimédias, ouvert à tous. L’objectif est alors de développer le lien social et l’accessibilité de la culture cinématographique au plus grand nombre.
En juillet 2016, Peggy Zejgman-Lecarme succède à Guillaume Poulet à la direction de la Cinémathèque de Grenoble. Au premier semestre 2021, Gabriela Trujillo devient la nouvelle directrice, après avoir longtemps travaillée à la Cinémathèque Française. Anaïs Truant lui succède en novembre 2023.

## Missions de la cinémathèque
La cinémathèque de Grenoble est une institution qui a pour missions la conservation, la valorisation et la transmission du patrimoine cinématographique ainsi que l'éducation et la formation à l'image.
Partenaire de l'option "cinéma" du lycée Saint-Cécile de La Côte-Saint-André, elle permet à des jeunes en filière cinéma de suivre un enseignement assuré en collaboration avec des professionnels ayant pour objectif la connaissance du langage des images et du son, la formation du « spectateur » et l'acquisition d'une culture cinématographique.

## Collections
Les collections de films de la cinémathèque comptent plus de 8 500 copies en argentique (format 35 mm, format 16 mm, 8 mm...).
Au sein du centre de documentation, la cinémathèque met à disposition du public des collections "non-film" : près de 4 000 ouvrages sur le cinéma, 200 titres de périodiques et de revues, les plus anciens datant de 1916, plus de 24 000 affiches,, plus de 50 000 photographies, 200 appareils (des appareils de projection, des caméras, etc.).
Des milliers de dossiers d'archives (200 mètres linéaires) sont conservés, exploitables par titre et par auteur.

## Programmation et activités
La programmation de la cinémathèque propose une centaine de séances publiques tout au long de l’année, avec des cycles thématiques (par réalisatrices & réalisateurs, par  actrices & acteurs, par genres cinématographiques, etc.), des conférences, des stages d’analyse filmique, des rencontres avec des professionnels du cinéma.
La cinémathèque de Grenoble organise, dans sa petite salle de projection, tous les jeudis et vendredis, des « petites formes », pour prolonger au cours de l'année la mise en lumière du court métrage.
Par ailleurs, la cinémathèque participe chaque année aux journées européennes du patrimoine et depuis 2017, à la nuit européenne des musées.
La cinémathèque accueille également des cours de cinéma, notamment de l'université Grenoble-Alpes et de l'Université Inter-âge du Dauphiné, et propose des ateliers d'éducation à l'image.

### Festival du film court
La cinémathèque de Grenoble organise en juillet le Festival du Film court en Plein air de Grenoble, qui se déroule en plein air, sur la place Saint-André. Ce festival est le plus vieux consacré au court-métrage en France.
Durant 5 jours, le festival est rythmé par des projections quotidiennes de courts métrages dans plusieurs lieux (place Saint-André, cinéma Juliet-Berto, cinéma Le Club, maison de l'International), et propose notamment des débats avec les réalisatrices ou réalisateurs de ces films, des nocturnes et un stage d’analyse filmique.
De nombreux prix récompensent les créateurs. La coupe Juliet-Berto, prix d’honneur à la mémoire de Juliet Berto, réalisatrice et comédienne grenobloise, récompense par exemple une œuvre originale qui par son contenu, sa forme et la personnalité de l’auteure, défend les valeurs chères à Juliet Berto.
Sont également décernés un grand prix, doté par la ville de Grenoble, le prix spécial du jury doté par le conseil départemental de l'Isère, le prix du meilleur scénario doté par le conseil régional, et les prix des concours de scénario.
Les jurys sont composés de professionnels du cinéma.
Au départ ouvert aux films en 16 mm, puis en 35 mm, le festival est passé au format numérique en 2012.

### Partenariats

#### Réseaux de cinémathèques
La cinémathèque de Grenoble est membre associée de la FIAF, fédération internationale des archives du film, et membre fondatrice de la FCAFF, fédération des cinémathèques et archives de films de France.

#### Festivals de cinéma
La cinémathèque de Grenoble est membre de « Festivals Connexion » et du « Carrefour des Festivals ».
La cinémathèque est partenaire de plusieurs festivals de cinéma organisés dans l'agglomération grenoblois et en Isère, notamment Ojo Loco,, le « Grenoble Street Art Fest », Dolce Cinema, Ethnologie et Cinéma, et « Le Maudit Festival ».

#### Réseau de salles «art et essai»
La cinémathèque est membre de l'AcrirA, association des cinémas de recherche indépendants de la région alpine, et ce depuis février 2017. Elle est classée salle d'art et d'essai[réf. souhaitée].